# Cherrybrook (métro de Sydney)
Cherrybrook est une station du métro de Sydney en Australie, située dans le quartier de Cherrybrook à Hornsby en Nouvelle-Galles du Sud, mise en service le 26 mai 2019.

## Situation sur le réseau
Établie en tranchée ouverte, elle est située entre Castle Hill au nord-ouest et Epping au sud-est. Elle comprend un quai central entre les deux voies de circulation.

## Histoire
La station est mise en service le 26 mai 2019 en même temps que la première ligne du métro de l'agglomération.